# Ekopčelarstvo
Ekološki pčelinjak u pčelarstvu mora biti pod stalnom kontrolom nadzorne stanice. Da bi bio priznat kao eko-med, prije stavljanja u prodaju med treba proći razne analize. Kod ekološke proizvodnje meda u pčelinjak je zabranjeno stavljati lijekove u preventivne svrhe jer postoji velika mogućnost da će se u medu i vosku naći njihove tragove, kao i kod konvencionalnog pčelinjaka.

## Razlika između konvencionalnog i ekološkog pčelinjaka
Uvjete za ekološki pčelinjak definiraju Uredba Vijeća (EZ) br. 834/2007 od 28. lipnja 2007. o ekološkoj proizvodnji i označivanju ekoloških proizvoda i stavljanju izvan snage Uredbe (EEZ) br. 2092/91 i Uredba Komisije (EZ) br. 889/2008 od 5. rujna 2008. o detaljnim pravilima za provedbu Uredbe Vijeća (EZ) br. 834/2007 o ekološkoj proizvodnji i označivanju ekoloških proizvoda s obzirom na ekološku proizvodnju, označivanje i kontrolu koje su u hrvatsko nacionalno zakonodavstvo transponirane kroz  Pravilnik o ekološkoj poljoprivrednoj proizvodnji (Narodne novine, 19/2016). 
Ekološki pčelinjak mora biti pod stalnom kontrolom ovlaštenog kontrolnog tijela. U svrhu liječenja preporučuje se upotreba organskih kiselina koje su i inače sastavni dio meda.
Košnica treba biti izrađena od prirodnih materijala i obojena eko bojom, a pčelinjak dovoljno udaljen od mogućeg onečišćenja nektara (tvornica, cesta, obradivih površina) kako bi pčele proizvele što kvalitetniji med. Pčelinje saće koje se upotrebljava u eko pčelarstvu također mora upotrebljavati ekološke satne osnove koje moraju imati dokazanu sljedivost da potječu od ekološke pčelarske proizvodnje. Punione meda i proizvoda također bi trebale imati eko certifikat. Svi ovi propisi kod eko pčelarstva stvaraju velik dodatni trošak koji se osjeti i u konačnoj cijeni meda. No, ekološki uzgojeni proizvodi općenito imaju nešto veću cijenu, a u eko medu dobiva se samo ono najbolje iz pčelinje košnice.
Problemi u Hrvatskoj nastaju zbog nedostatka pripadajućih eko satnih osnova, nedorečenog zakona o prodaji pčelinjih proizvoda, odnosno zabrane pčelarima da prodaju med u količinama iznad 1.000,00 kilograma što je zakonom propisana količina koju pčelari smiju prodati u vlastitoj trgovini. Ovakav zakon stvara neugodnosti malim pčelarima, koji tvrde da je to "totalno neosnovano i prilagođeno samo industrijskom lobiju koji vlada ovom specifičnom granom pčelarstva". Činjenica da ne postoje specijalizirane punionice eko meda u RH zakon koje se odnosi na eko pčelarenje nije stavilo izvan upotrebe. Mnogi se pitaju čemu takvi zakoni kad prije prodaje med prolazi rigorozne kontrole nezamislive u ostalim granama poljoprivrede i ostavljaju pitanje eko-pčelarskog zakona otvoreno do bolje zakonske regulative.

## Glavne karakteristike ekološkog pčelinjaka
1.Smještaj pčelinjaka - košnice, odnosno pčelinjak, treba smjestiti u području bogatom pčelinjom medonosnom pašom. Pčelinja paša treba potjecati iz ekološke proizvodnje ili iz biljaka koje nisu tretirane kemijskim sredstvima.
2.Tehnologija pčelarenja - je odnos pčelara prema pčelinjoj zajednici. Pčelar prati stanje zajednice i treba na vrijeme intervenirati u slučaju potrebe.
3.Zdravlje pčela - bolesne pčelinje zajednice potrebno je odmah liječiti i izdvojiti u izolirani pčelinjak. Za liječenje se upotrebljavaju mravlja, oksalna i mliječna kiselina (varroa) i pojedine biljne tvari timol, mentol, eukaliptusovo ulje i kamfor. Samo uz suglasnost nadzorne stanice dozvoljava se upotreba farmaceutskih proizvoda i to kod neučinkovitosti postojećih sredstava.
4.Evidencija pčelinjaka - vođenje evidencije o prehrani pčela umjetnim sredstvima i njihovoj vrsti te količini. Vode se podaci o liječenju, dijagnozi, lijekovima, načinu liječenja, duljini tretmana, karence i slično. 
5.Pravilno rukovanje pčelinjim proizvodima - vađenje meda, pakiranje, distribucija, prodaja i skladištenje.
Prema pregledu glavnih karakteristika ekološkog pčelinjaka možemo zaključiti da se on ne razlikuje mnogo od modernog konvencionalnog pčelinjaka kojeg vodi savjestan i educiran pčelar, osim što za ekološki treba strogo paziti na osiguranje zakonski uvjeta. S obzirom na to da Hrvatska nije gospodarski razvijena kao neke zemlje, onečišćenje je znatno manje, te je velika većina meda hrvatskih pčelara zaista eko med.

## Poveznice
- Poljoprivreda
- Gospodarstvo

## Vanjske poveznice
- - Hrvatski pčelarski savez
- Pčelarstvo.hr - pčelarstvo on-line
- pčelarsko društvo Varaždin  Arhivirana inačica izvorne stranice od 28. veljače 2007. (Wayback Machine)